# رود نارا
رود نارا (روسی: Нара) یک رود در استان مسکو و استان کالوگا در روسیه است.